# تپه شماره ۲ هفت چوبه
تپه شماره ۲ هفت چوبه مربوط به دوره ایلخانی - دوره صفوی است و در شهرستان ورامین، بخش جوادآباد، روستای هفت چوبه واقع شده و این اثر در تاریخ ۱۲ بهمن ۱۳۸۱ با شمارهٔ ثبت ۷۴۳۱ به‌عنوان یکی از آثار ملی ایران به ثبت رسیده است.